# 養蜂人
《養蜂人》（希腊语：Ο Μελισσοκόμος）是一部1986年希腊电影，西奥·安哲罗普洛斯执导。本片為安哲罗普洛斯「沉默三部曲」中的第二部，前一部為塞瑟島之旅，而後一部則為霧中風景。
《養蜂人》獲提名第43屆威尼斯影展金獅獎。本片為安哲罗普洛斯首次起用知名演員，即马切洛·马斯楚安尼，他當時已在1970年康城影展獲得最佳男主角，並於第50屆奧斯卡金像獎獲提名最佳男主角。

## 劇情
影片主角斯皮罗是一位養蜂人及退休老師，在女儿结婚后，前往希腊多個地方，踏上每年春季的行程，讓蜜蜂採集花粉。一路遇一少女便让她搭顺风车，并与其同行。他們在路上重見舊友及妻子，最後來到一位老朋友的電影院，此時他們終於發生關係，數晚之後少女離開。結尾只見斯皮罗翻倒蜂箱，伏於地上，最後一幕他的手輕敲地上，讓人聯想起電影其中一節，斯皮罗的朋友在醫院敲打摩爾斯電碼。

## 演员表
- 马切洛·马斯楚安尼饰演Spyros
- Nadia Mourouzi饰演女孩
- Serge Reggiani饰演病人
- Jenny Roussea饰演spyros' wife
- Dinos Iliopoulos饰演Spyros' friend
- Iakovos Panotas饰演solder' the girls boyfriend
- Vassia Panagopoulou
- Stamatis Gardelis
- Mihalis Giannatos
- Karyofyllia Karabeti
- Konstandinos Konstandopoulos
- Nikos Kouros
- Christoforos Nezer
- Stratos Pahis
- Dimitris Poulikakos
- Athinodoros Prousalis
- Costas Tymvios
- Dora Volanaki
- Giannis Zavradinos